# USS Farquhar (DE-139)
USS Farquhar (DE-139) là một tàu hộ tống khu trục lớp Edsall từng phục vụ cùng Hải quân Hoa Kỳ trong Chiến tranh Thế giới thứ hai. Nó là chiếc tàu chiến thứ hai của Hải quân Hoa Kỳ được đặt cái tên này, theo tên Chuẩn đô đốc Norman von Heldreich Farquhar (1840-1907), người từng tham gia cuộc Nội chiến Hoa Kỳ. Nó đã phục vụ cho đến khi chiến tranh kết thúc, xuất biên chế năm 1946, rồi bị bán để tháo dỡ vào năm 1974. Farquhar được tặng thưởng một Ngôi sao Chiến trận do thành tích phục vụ trong Thế Chiến II.

## Thiết kế và chế tạo
Lớp Edsall có thiết kế hầu như tương tự với lớp Cannon dẫn trước; khác biệt chủ yếu là ở hệ thống động lực Kiểu FMR do được trang bị động cơ diesel Fairbanks-Morse dẫn động qua hộp số giảm tốc đến trục chân vịt. Đây là cấu hình động cơ được áp dụng rộng rãi trên tàu ngầm, được chứng tỏ là có độ tin cậy cao hơn so với lớp Cannon.
Vũ khí trang bị bao gồm ba pháo 3 in (76 mm)/50 cal trên tháp pháo nòng đơn có thể đối hạm hoặc phòng không, một khẩu đội pháo phòng không Bofors 40 mm nòng đôi và tám pháo phòng không Oerlikon 20 mm. Vũ khí chống ngầm bao gồm một dàn súng cối chống tàu ngầm Hedgehog Mk. 10 (có 24 nòng và mang theo 144 quả đạn); hai đường ray Mk. 9 và tám máy phóng K3 Mk. 6 để thả mìn sâu. Con tàu vẫn giữ lại ba ống phóng ngư lôi Mark 15 21 inch (533 mm), và được trang bị radar SC dò tìm không trung và mặt biển. Thủy thủ đoàn đầy đủ bao gồm 186 sĩ quan và thủy thủ.
Farquhar được đặt lườn tại xưởng tàu của hãng Consolidated Steel Corporation ở Orange, Texas vào ngày 14 tháng 12, 1942. Nó được hạ thủy vào ngày 13 tháng 2, 1943, được đỡ đầu bởi cô S. B. Carton, chắt của Đô đốc Farquhar, và nhập biên chế cùng Hải quân Hoa Kỳ vào ngày 5 tháng 8, 1943 dưới quyền chỉ huy của Hạm trưởng, Thiếu tá Hải quân Leslie Edward Rosenberg.

## Lịch sử hoạt động
Sau khi hoàn tất việc chạy thử máy huấn luyện tại khu vực biển Caribe, Farquhar đi đến Norfolk, Virginia vào ngày 3 tháng 10, 1943, rồi lên đường vào ngày hôm sau, khởi đầu chuyến đầu tiên trong số ba chuyến hộ tống vận tải vượt Đại Tây Dương để đi sang Casablanca, Maroc thuộc Pháp. Sau mỗi chuyến đi nó quay trở về New York để sửa chữa và tiếp liệu, chuẩn bị cho chuyến đi tiếp theo. Đến ngày 3 tháng 4, 1944, nó lại một lần nữa đi sang Casablanca, nhưng trong thành phần một đội đặc nhiệm tìm-diệt tàu ngầm, được hình thành chung quanh tàu sân bay hộ tống Core (CVE-13). Đội đặc nhiệm hoạt động tuần tra truy lùng tàu ngầm U-boat đối phương dọc theo các tuyến hàng hải vượt Đại Tây Dương.
Quay trở về New York vào ngày 9 tháng 6, Farquhar huấn luyện chống tàu ngầm cùng với đội đặc nhiệm của tàu sân bay Wake Island (CVE-65) tại khu vực Bermuda, rồi lên đường hướng sang Casablanca dọc theo tuyến đường của các đoàn tàu vận tải. Trên đường quay trở về vào ngày 2 tháng 8, nó đi đến trợ giúp cho tàu hộ tống khu trục Fiske, vốn đã trúng ngư lôi khi tách khỏi đoàn tàu vận tải nhằm truy đuổi một mục tiêu. Farquhar đi đến kịp lúc để cứu vớt 186 người sống sót của Fiske, ghé đến Argentia, Newfoundland để họ được hỗ trợ quần áo và chăm sóc y tế, rồi tiễn các thủy thủ của Fiske rời tàu tại Boston, Massachusetts.
Đến tháng 9, Farquhar chuyển sang hoạt động cùng đội đặc nhiệm tìm-diệt của tàu sân bay Mission Bay để tuần tra tại khu vực Nam Đại Tây Dương. Trong chuyến tuần tra, đội đặc nhiệm đã ghé đến Bahia, Brazil; Dakar, Tây Phi thuộc Pháp; và Cape Town, Nam Phi, và trong khi truy tìm một tàu ngầm đối phương ngoài khơi quần đảo Cape Verde vào ngày 30 tháng 9, ho đã truy đuổi mục tiêu trong suốt sáu ngày, sau cùng thấy một vệt dầu loang lớn, nhưng không có chứng cứ nào khác đã tiêu diệt được tàu ngầm đối phương.
Trong một đợt thực tập ngoài khơi Cuba vào tháng 12, 1944, Farquhar đã cứu vớt mười thành viên phi đoàn sau khi chiếc máy bay ném bom tuần tra của họ bị rơi trên biển; và đang khi phục vụ canh phòng máy bay cho việc huấn luyện chuẩn nhận phi công của các tàu sân bay ngoài khơi Florida, nó đã cứu vớt một phi công bị rơi xuống biển vào ngày 3 tháng 2, 1945. Nó quay trở lại khu vực vịnh Guantánamo, Cuba để tiếp tục huấn luyện với đội của Mission Bay vào cuối tháng 2, rồi đi đến Argentia, Newfoundland vào ngày 3 tháng 4 để hoạt động tuần tra tìm-diệt tàu ngầm tại vùng biển Bắc Đại Tây Dương. Đang khi hướng đến New York vào sáng sớm ngày 6 tháng 5, nó dò được tín hiệu sonar một mục tiêu ở rất gần, và chỉ trong vòng năm phút đã thả 13 quả mìn sâu để tấn công mục tiêu nghi ngờ. Sau đó nó và các tàu chị em không còn dò thấy mục tiêu bằng sonar. Tra cứu tài liệu sau chiến tranh cho thấy Farquhar trở thành tàu chiến Hoa Kỳ cuối cùng đã đánh chìm một tàu U-boat trong Thế Chiến II tại Đại Tây Dương, chiếc U-881, bị đắm tại tọa độ 43°18′B 47°44′T / 43,3°B 47,733°T; toàn bộ 53 thành viên thủy thủ đoàn của U-881 đều tử trận.
Sau khi chiến tranh kết thúc tại Châu Âu, Farquhar được chuẩn bị tại Boston và huấn luyện tại vịnh Guantánamo trước khi được phái sang khu vực Mặt trận Thái Bình Dương. Sau khi đi đến Trân Châu Cảng vào ngày 8 tháng 8, con tàu được phái đến Eniwetok vào ngày  5 tháng 9 để làm nhiệm vụ hộ tống vận tải, và đến ngày 10 tháng 9 đã cùng tàu khu trục USS Hyman đi đến Ponape để tiếp nhận sự đầu hàng của lực lượng Nhật Bản trú đóng tại đây. Sau nhiều tháng phục vụ như tàu trạm, nó khởi hành từ Kwajalein vào đầu tháng 1, 1946 để quay trở về vùng bờ Đông Hoa Kỳ.
Farquhar được cho xuất biên chế tại Green Cove Springs, Florida vào ngày 14 tháng 6, 1946, và được đưa về Hạm đội Dự bị Đại Tây Dương. Tên nó được cho rút khỏi danh sách Đăng bạ Hải quân vào ngày 1 tháng 10, 1972, và con tàu sau cùng bị bán cho hãng Southern Scrap Material Corp. tại New Orleans, Louisiana để tháo dỡ vào ngày 26 tháng 2, 1974.

## Phần thưởng
Farquhar được tặng thưởng một Ngôi sao Chiến trận do thành tích phục vụ trong Thế Chiến II.
|  |             |  |
|  | Bronze star |  |

| Dãi băng Hoạt động Tác chiến (truy tặng)      | Dãi băng Hoạt động Tác chiến (truy tặng)                                     | Huân chương Chiến dịch Hoa Kỳ                                                | Huân chương Chiến dịch Hoa Kỳ        |
| Huân chương Chiến dịch Châu Á-Thái Bình Dương | Huân chương Chiến dịch Châu Âu-Châu Phi-Trung Đông với 1 Ngôi sao Chiến trận | Huân chương Chiến dịch Châu Âu-Châu Phi-Trung Đông với 1 Ngôi sao Chiến trận | Huân chương Chiến thắng Thế Chiến II |